# نور آرتيك (آراغاتسوتن)
مدينة نور آرتيك (بالإنجليزية: Nor Artik)‏ هي إحدى المدن التابعة لمقاطعة آراغاتسوتن في أرمينيا. يقدر عدد سكانها بـ 596 نسمة حسب الإحصاء الذي جرى عام 2011.